# Provinz Lleida
Die Provinz Lleida ([ˈʎɛjðə], lokal [ˈʎejðɛ]; nicht mehr amtliche spanische Bezeichnung Lérida [ˈleɾiða]; okzitanisch-aranesisch: Lhèida) ist die nordwestliche und flächenmäßig größte der vier Provinzen der spanischen autonomen Region Katalonien. Ihre Hauptstadt ist die Stadt Lleida.

## Lage
Die Provinz grenzt – beginnend im Norden, im Uhrzeigersinn – an Frankreich, Andorra, die katalanischen Provinzen Girona, Barcelona und Tarragona sowie an die aragonesischen Provinzen Saragossa und Huesca.

## Verwaltungsgliederung

### Comarcas

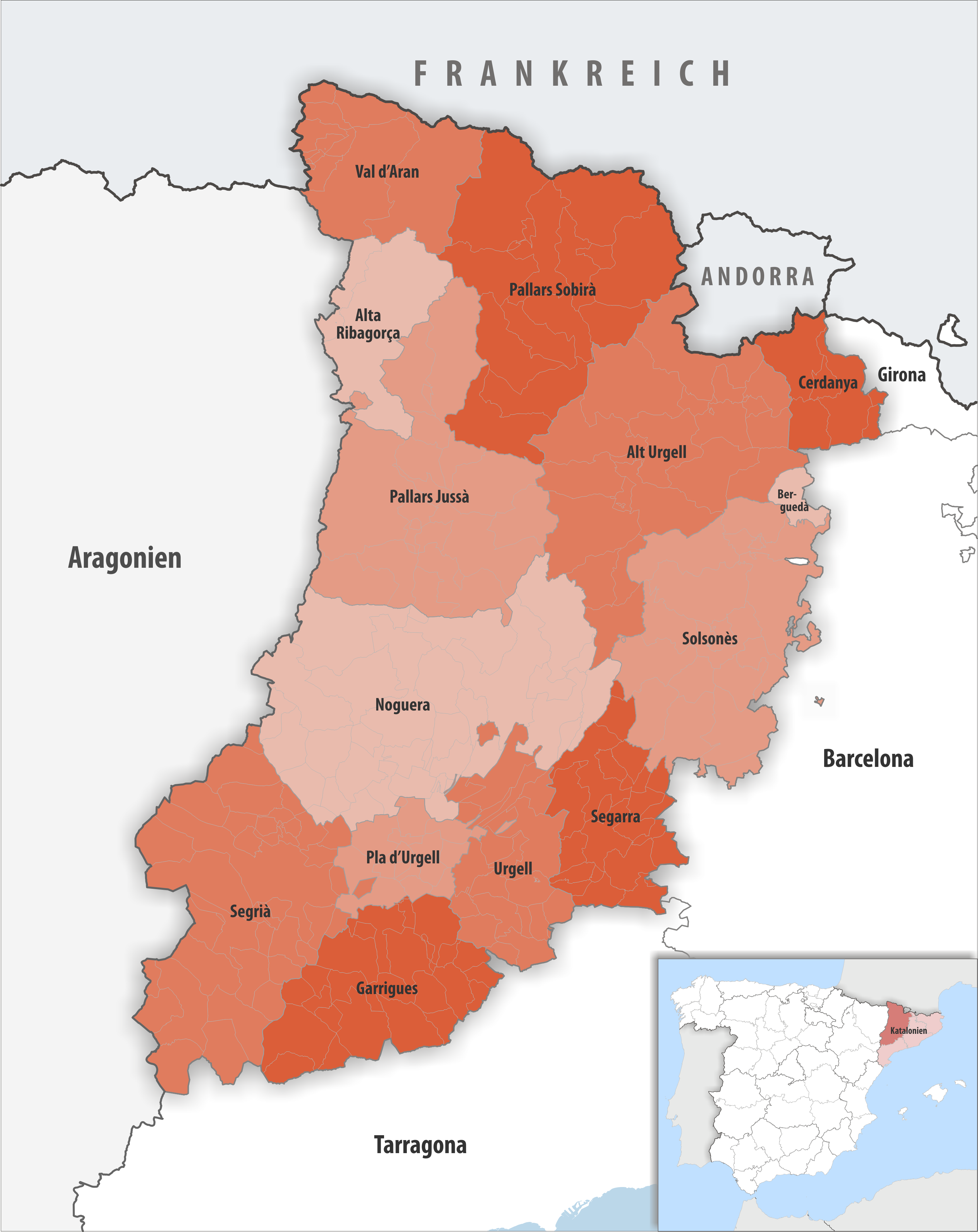
Comarcas in der Provinz Lleida

| Comarca        | Gemeinden | Einwohner (2024) | Fläche km² | Dichte Einw./km² | Hauptort            |
| -------------- | --------- | ---------------- | ---------- | ---------------- | ------------------- |
| Alt Urgell     | 19        | 21.214           | 1.446,24   | 15               | La Seu d’Urgell     |
| Alta Ribagorça | 3         | 4.002            | 427,88     | 9                | El Pont de Suert    |
| Berguedà       | 1         | 215              | 56,32      | 4                | Berga               |
| Cerdanya       | 6         | 3.765            | 295,53     | 13               | Puigcerdà           |
| Garrigues      | 24        | 19.037           | 794,13     | 24               | Les Borges Blanques |
| Noguera        | 30        | 39.781           | 1.784,32   | 22               | Balaguer            |
| Pallars Jussà  | 14        | 13.301           | 1.342,21   | 10               | Tremp               |
| Pallars Sobirà | 15        | 7.275            | 1.383,00   | 5                | Sort                |
| Pla d’Urgell   | 16        | 38.011           | 305,40     | 124              | Mollerussa          |
| Segarra        | 19        | 22.676           | 564,65     | 40               | Cervera             |
| Segrià         | 38        | 217.441          | 1.397,08   | 156              | Lleida              |
| Solsonès       | 17        | 15.359           | 1.160,36   | 13               | Solsona             |
| Urgell         | 20        | 38.555           | 574,12     | 67               | Tàrrega             |
| Val d’Aran     | 9         | 10.565           | 632,14     | 17               | Vielha e Mijaran    |
| Provinz Lleida | 231       | 451.197          | 12.163,38  | 37               | Lleida              |

### Gerichtsbezirke

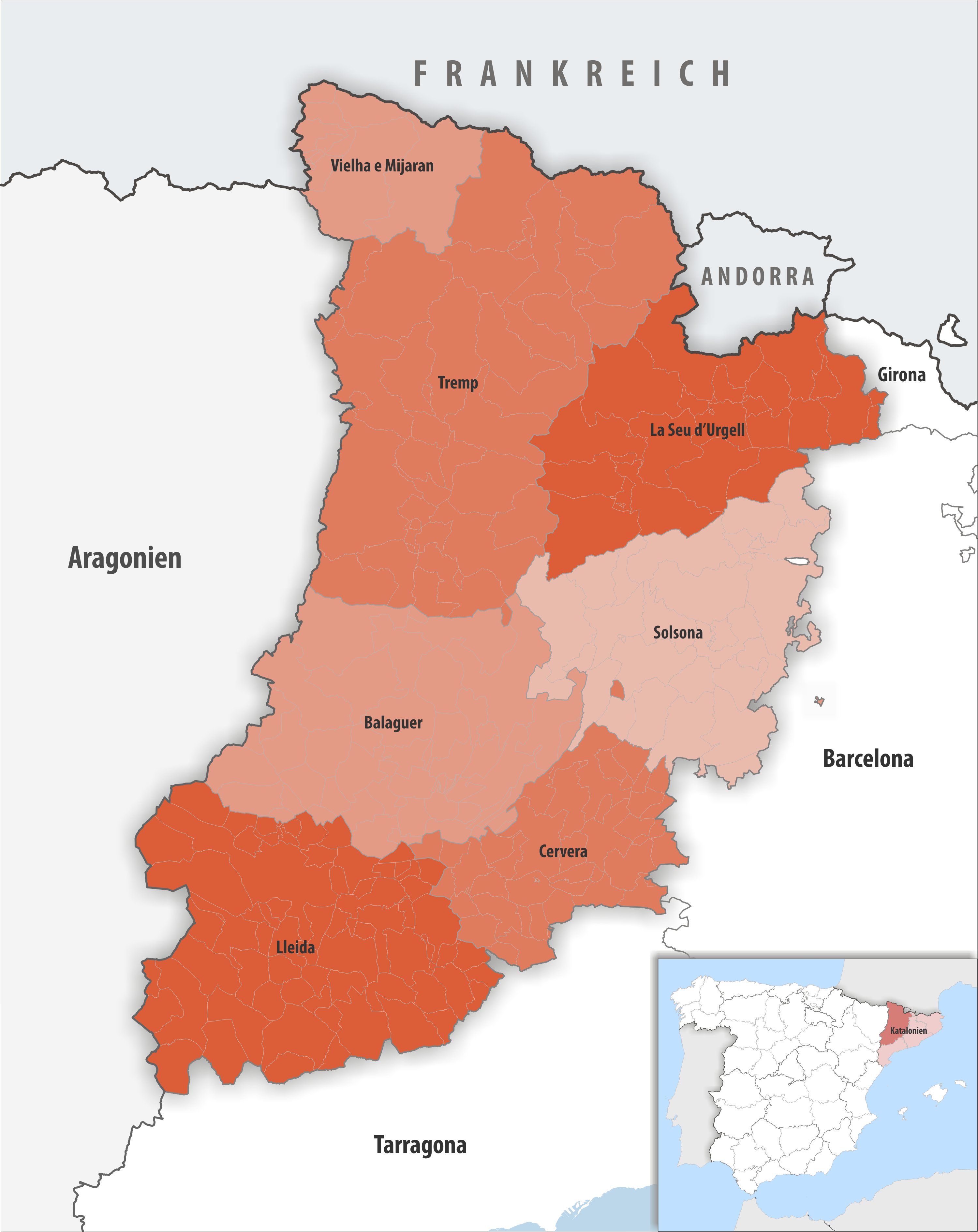
Gerichtsbezirke in der Provinz Lleida

| Gerichtsbezirk   | Gemeinden | Einwohner (2024) | Fläche km² | Dichte Einw./km² | Hauptquartier    |
| ---------------- | --------- | ---------------- | ---------- | ---------------- | ---------------- |
| Balaguer         | 41        | 64.628           | 1.947,86   | 33               | Balaguer         |
| Cervera          | 36        | 54.545           | 1.011,48   | 54               | Cervera          |
| Lleida           | 65        | 252.756          | 2.182,43   | 116              | Lleida           |
| La Seu d’Urgell  | 22        | 22.573           | 1.583,44   | 14               | La Seu d’Urgell  |
| Solsona          | 26        | 21.552           | 1.652,94   | 13               | Solsona          |
| Tremp            | 32        | 24.578           | 3.153,09   | 8                | Tremp            |
| Vielha e Mijaran | 9         | 10.565           | 632,14     | 17               | Vielha e Mijaran |
| Provinz Lleida   | 231       | 451.197          | 12.163,38  | 37               | Lleida           |

## Größte Orte
Stand: 2024
| Gemeinde        | Spanischer Name | Einwohner |
| --------------- | --------------- | --------- |
| Lleida          | Lérida          | 144.739   |
| Tàrrega         | Tárrega         | 18.542    |
| Balaguer        | Balaguer        | 17.705    |
| Mollerussa      | Mollerusa       | 15.544    |
| La Seu d’Urgell | Seo de Urgel    | 12.831    |
| Alcarràs        | Alcarrás        | 10.018    |

Kleinste Gemeinde ist Cava mit 39 Einwohnern.